# Libnotes depicta
Libnotes depicta är en tvåvingeart som först beskrevs av Alexander 1942.  Libnotes depicta ingår i släktet Libnotes och familjen småharkrankar. Artens utbredningsområde är Indonesien.